# Beyləqan (district)
Beyləqan (ook geschreven als Beylagan) is een district in Azerbeidzjan.
Beyləqan telt 89.700 inwoners (01-01-2012) op een oppervlakte van 1131 km²; de bevolkingsdichtheid is dus 79,3 inwoners per km².